# Bernard III de Montesquiou
Pour les articles homonymes, voir Bernard III.
Pour les autres membres de la famille, voir Famille de Montesquiou.
Bernard III de Montesquiou (- 1175), est un prélat français, évêque de Tarbes.

## Biographie
Fils d'Arsieu "le vieux", 2eme, Baron de Montesquiou, il entra dans les ordres comme chanoine du chapitre d'Auch. Il est évêque de Tarbes de 1141 à 1175.

## Sources
- Anselme de Sainte-Marie, Histoire généalogique et chronologique de la maison royale de France, des pairs, grands officiers de la couronne & de la maison du Roy, & des anciens barons du royaume, 1733